# Naturwissenschaftlicher Dienst
Naturwissenschaftlicher Dienst bezeichnet in Deutschland eine Gruppe von Laufbahnen für Beamte, die verwandte Vor- und Ausbildungen voraussetzen. Das Aufgabenspektrum umfasst vor allem Dienstgeschäfte, die ein naturwissenschaftliches oder mathematisches Studium oder eine entsprechende Berufsausbildung voraussetzen.

## Allgemeines
Im Bund können Laufbahnen des naturwissenschaftlichen Dienstes grundsätzlich in allen vier Laufbahngruppen eingerichtet werden (§ 6 Abs. 2 BLV). Tatsächlich bestehen nur drei Laufbahnen:
- mittlerer naturwissenschaftlicher Dienst
- gehobener naturwissenschaftlicher Dienst
- höherer naturwissenschaftlicher Dienst

Beamte des naturwissenschaftlichen Dienstes werden beispielsweise im Zentrum für Geoinformationswesen der Bundeswehr und beim Deutschen Wetterdienst eingesetzt.

## Laufbahnbefähigung
Die Laufbahnbefähigung für eine Laufbahn des naturwissenschaftlichen Diensten wird in der Regel durch Anerkennung erlangt. Auf Bundesebene sind nur zwei fachspezifische Vorbereitungsdienste (Laufbahnausbildung) eingerichtet: Für den mittleren bzw. gehobenen naturwissenschaftlichen Dienst der Mittlere (Verordnung) bzw. Gehobene (Verordnung) Wetterdienst des Bundes (Anlage 2 BLV). 
Zur Anerkennung der Laufbahnbefähigung für eine Laufbahn des naturwissenschaftlichen Dienstes ist grundsätzlich ein fachlich entsprechendes Studium der Fächergruppe 04 „Mathematik, Naturwissenschaften“ gemäß der Hochschulstatistik des Statistischen Bundesamtes oder eine entsprechende Berufsausbildung erforderlich. Dazu zählen die Studienfächer Astronomie, Biochemie, Biologie, Biotechnologie, Botanik, Chemie, Genetik, Geographie, Geophysik, Lebensmittelchemie, Mathematik, Meteorologie, Mikrobiologie, Mineralogie, Ozeanographie, Pharmakologie, Pharmazie, Physik und Zoologie sowie die Berufsabschlüsse Biologisch-, Mathematisch- und Physikalisch-technischer Assistent, Physiklaborant sowie Techniker – Biotechnik (Anlage 2 der AVwV zur BLV). 
Seit dem 22. Dezember 2017 sind die Studienfächer Informatik und Wirtschaftsinformatik nicht mehr dem naturwissenschaftlichen Dienst zugeordnet, sondern dem technischen Verwaltungsdienst bzw. je nach Schwerpunkt dem nichttechnischen oder technischen Verwaltungsdienst (AVwV zur BLV).
Neben dem fachspezifischen Studium ist für die Anerkennung der Laufbahnbefähigung eine hauptberufliche Tätigkeiten von mindestens zweieinhalb Jahren erforderlich, die nach Art und Schwierigkeit mindestens der Tätigkeit in einem Amt der betreffenden Laufbahn entspricht. Ein Diplom-Physiker (Universität) beispielsweise, der seit zwei Jahren und sechs Monaten hauptberuflich Wissenschaftsjournalist ist, kann nur dann in die Laufbahn des höheren naturwissenschaftlichen Dienstes verbeamtet werden, wenn der „naturwissenschaftliche Bezug“ der Tätigkeit überwiegt. Eine rein journalistische Tätigkeit ohne naturwissenschaftlichen Bezug würde die Anforderungen nicht erfüllen (AVwV zur BLV).
Zur Zulassung zum höheren naturwissenschaftlichen Dienst kann anstelle eines an einer Hochschule erworbenen Masters ein an einer Hochschule erworbener Bachelor oder ein gleichwertiger Abschluss, jeweils in Verbindung mit einer Promotion oder einer hauptberuflichen Tätigkeit von mindestens zwei Jahren und sechs Monaten, berücksichtigt werden. Im Fall der Zulassung auf Grund der Qualifikation Bachelor und mehrjährige Berufserfahrung ist demnach insgesamt eine hauptberufliche Tätigkeit von fünf Jahren nachzuweisen. Die hauptberufliche Tätigkeit muss nach Fachrichtung und Schwierigkeit der Tätigkeit eines Beamten der Laufbahn des höheren naturwissenschaftlichen Dienstes entsprechen (§ 23 Abs. 4 BLV).

## Überführung der Laufbahnen besonderer Fachrichtung
Mit Inkrafttreten der neuen Bundeslaufbahnverordnung (BLV) im Jahr 2009 laufen die Laufbahnen besonderer Fachrichtung auf Bundesebene aus. Die im Folgenden aufgeführten Entsprechungen (Anlage 4 BLV) der alte Laufbahnen verdeutlichen auch das breite Aufgabenspektrum des naturwissenschaftlichen Dienstes: 
- Mittlerer naturwissenschaftlicher Dienst
  - Mittlerer Wetterdienst des Bundes

- Gehobener naturwissenschaftlicher Dienst
  - Gehobener Wetterdienst des Bundes
  - Gehobener informationstechnischer Dienst

- Höherer naturwissenschaftlicher Dienst
  - Höherer biologischer Dienst
  - Höherer chemischer Dienst einschließlich der Fachrichtungen physikalische Chemie, Bio- und Geochemie
  - Höherer geographischer Dienst
  - Höherer geologischer Dienst
  - Höherer geophysikalischer Dienst
  - Höherer informationstechnischer Dienst
  - Höherer kryptologischer Dienst
  - Höherer lebensmittelchemischer Dienst
  - Höherer mathematischer Dienst
  - Höherer mineralogischer Dienst
  - Höherer ozeanographischer Dienst
  - Höherer pharmazeutischer Dienst
  - Höherer physikalischer Dienst
  - Höherer Raumordnungsdienst bei Vorliegen der Berufsabschlussbezeichnung Dipl.-Geograph
  - Höherer statistischer Dienst
  - Höherer Wetterdienst

## Weitere Laufbahnarten
Die Anzahl der früher auf Bundesebene bestehenden Laufbahnen wurde durch die neue Bundeslaufbahnverordnung aus dem Jahr 2009 von etwa 125 auf maximal acht Laufbahnen je Laufbahngruppe (höchstens 32) reduziert. Neben dem naturwissenschaftlichen Dienst können im Bund in den Laufbahngruppen folgende Laufbahnen eingerichtet werden (§ 6 Abs. 2 BLV):
- nichttechnischer Verwaltungsdienst,
- technischer Verwaltungsdienst,
- sprach- und kulturwissenschaftlicher Dienst,
- sportwissenschaftlicher Dienst,
- agrar-, forst- und ernährungswissenschaftlicher sowie tierärztlicher Dienst,
- ärztlicher und gesundheitswissenschaftlicher Dienst,
- kunstwissenschaftlicher Dienst.